# Tyirákpuszta
Tyirákpuszta (Tireac), település Romániában, a Partiumban, Szatmár megyében.

## Fekvése
Szatmárhegy közelében, Résztelek északi szomszédjában fekvő település.
Korábban Résztelekhez tartozott, 1956-ban vált önálló településsé.
1956-ban 178 lakosa volt.
2002-ben 88 lakosából 84 román, 4 magyar volt.